# Abfuhr (Mensur)

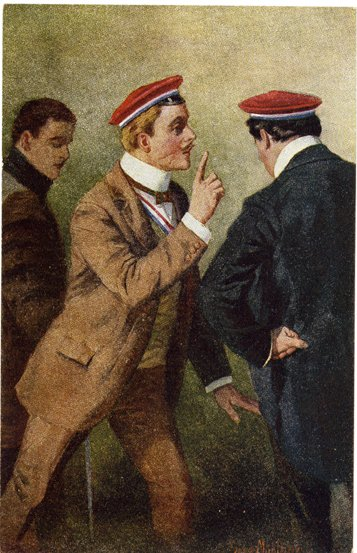
Georg Mühlberg – „Mensurkritik“. Verbindungsstudenten nehmen in einer Pause die Bewertung einer gerade stattfindenden Mensur vor, im Hintergrund wartet der Sekundant auf die Entscheidung über eine eventuelle „Abfuhr“.

Abfuhr bezeichnet in der Sprache der Studentenverbindungen die einseitig vorgenommene, vorzeitige Beendigung einer studentischen Mensur. Diese Form des Fechtens mit scharfen Waffen wird bei so genannten „schlagenden Verbindungen“ bis heute betrieben, wobei es sich dabei weder um Sportfechten noch um Duelle handelt, sondern von den studentischen Verbindungen als eine besondere Form der Charakter- und Persönlichkeitsbildung betrachtet wird.

## Vorgang einer Abfuhr
Bei einer Mensur stehen sich zwei Fechter („Paukanten“) zweier verschiedener Verbindungen gegenüber, jede Seite unterstützt von einem Sekundanten. Regulär ist die Länge einer solchen Mensur („Partie“) definiert durch die Zahl der „Gänge“, die Dauer eines Ganges durch die Zahl der zu schlagenden Hiebe. Die Abfuhr ist nun eine einseitige Beendigung einer solchen Mensur vor Ablauf der Zahl der festgesetzten Gänge. Das heißt, dass eine der beiden Seiten die Abfuhr „erklärt“ und ihren Paukanten „abführt“. Dies wird in der Regel vom Sekundanten der abführenden Seite dem Unparteiischen gegenüber offiziell – eventuell mit Angabe des Grundes – verkündet. Das bedeutet, dass diese Mensur vorzeitig für beide Paukanten beendet ist. Das kann theoretisch bereits nach dem ersten scharfen Hieb im ersten Gang der Fall sein.

## Gründe einer Abfuhr

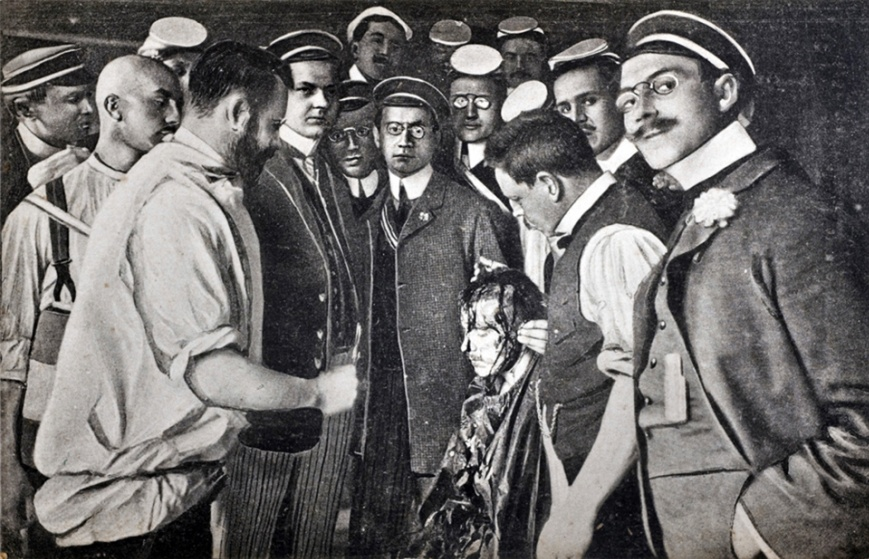
Eine schwere Abfuhr

1. Der Paukant erhält eine Verletzung („Blutiger“,„Schmiss“), die so gravierend ist, dass der stets anwesende Paukarzt der Ansicht ist, dass diese Partie aus medizinischen Gründen nicht fortgeführt werden kann („medizinische Abfuhr“,„Abfuhr auf Schmiss“).
2. Der Paukant begeht fortdauernde Verstöße gegen den Fecht-Comment, wodurch der Paukant nach Ansicht seiner Verbindung zeigt, dass er nicht die geforderte Regeldisziplin aufweist. Die Entscheidung über diese Tatsache wird von der betreffenden Verbindung im Mensurconvent mit demokratischer Abstimmung getroffen, oft noch während der laufenden Partie in den Pausen zwischen den Gängen. In der Regel gehen einer derartigen Entscheidung protokollarische Sanktionen des Unparteiischen voraus, der diese Verstöße auf Antrag des Gegensekundanten offiziell festgestellt hat. Oder der Paukant zeigt bei weitem nicht die technischen Fähigkeiten, die zu einem sauberen Fechtstil gehören („Technikabfuhr“).
3. Der Paukant zeigt während der Gänge eine Angstreaktion, wie Wegziehen des Kopfes („Kneifen“, „Mucken“, „Kniesen“) oder Einstellen des kontinuierlichen Erwiderns der Hiebe („Liegenbleiben“), was bei schlagenden Verbindungen als mangelnde Moral und unzureichende Fähigkeit zum Überwinden von Affekten interpretiert wird. Eine derartige Entscheidung zur Abfuhr wird ebenfalls vom Mensurconvent demokratisch getroffen („Moralabfuhr“). Viele Verbindungsstudenten betrachten eine solche Entscheidung als schwierigste Aufgabe in ihrem Verbindungsleben. Die „Moralabfuhr“ gilt auch als einer der für Außenstehende am schwierigsten zu verstehenden Aspekte der Mensur und dient regelmäßig als Ansatzpunkt für scharfe Kritik am studentischen Fechten. Für den Paukanten ist dies auch die größte Schmach.

## Folgen einer Abfuhr

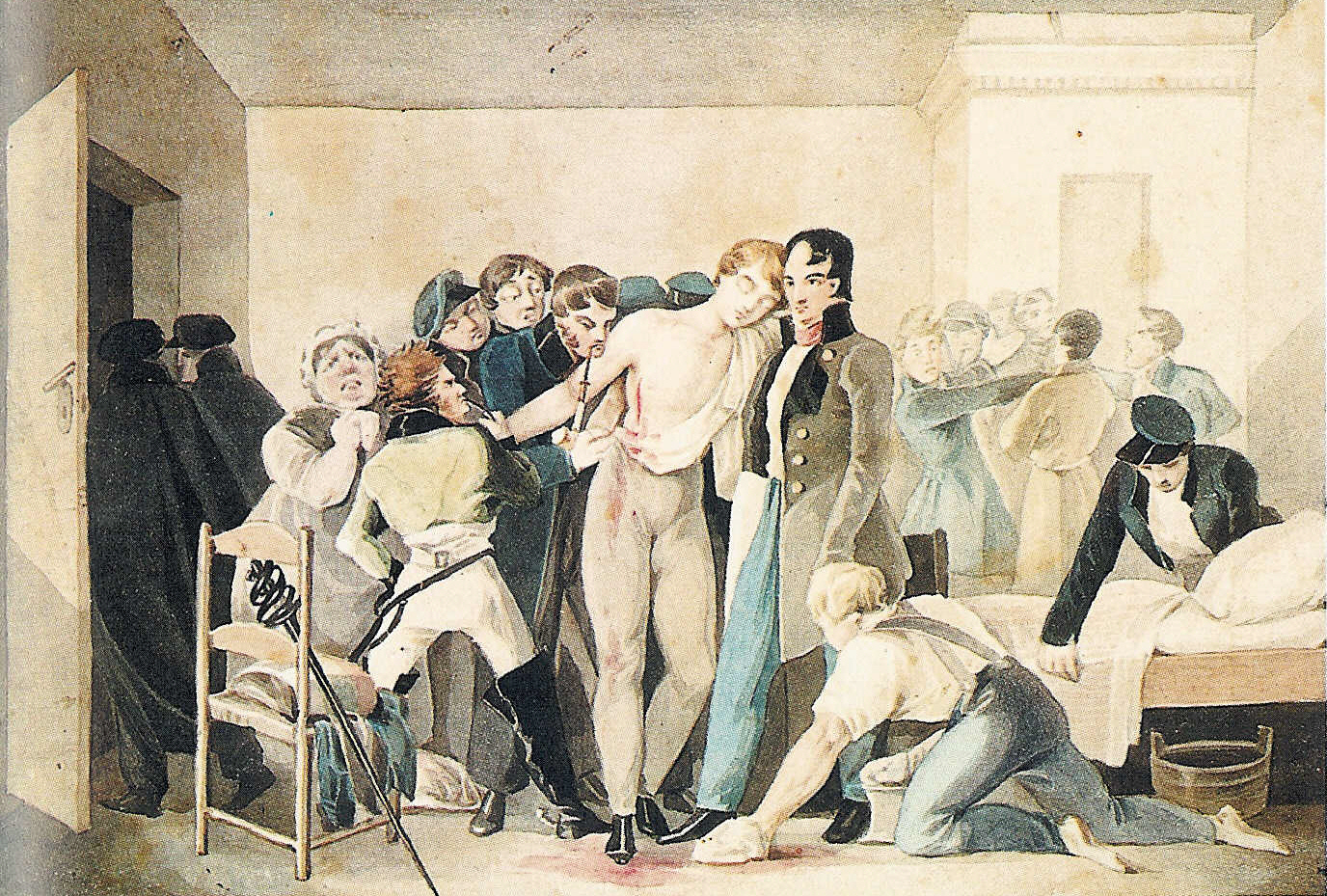
„Die Abfuhr“ – Göttingen 1818. Verletzungen durch studentisches Fechten stellten im frühen 19. Jahrhundert aufgrund mangelnder Asepsis und Antisepsis noch ein ernstes medizinisches Problem dar.

Eine „medizinische Abfuhr“ hat für den betroffenen Paukanten definitionsgemäß medizinische Konsequenzen. In der Regel werden die erhaltenen Schmisse vom Paukarzt medizinisch versorgt, meist durch Nähen der Wunden. Dabei kann davon ausgegangen werden, dass lebenslang mehr oder weniger sichtbare Narben zurückbleiben. Für die Gültigkeit der Mensur oder die Bewertung der Mensur durch den Mensurconvent hat die medizinische Abfuhr keine Auswirkung. Allerdings ist für die Anrechnung („Ziehen“) einer Partie auf die Zahl der zu fechtenden Mensuren eines Mitglieds meist eine bestimmte Mindestzahl (oft sieben) an Gängen erforderlich, die bei vorzeitiger Beendigung nicht erreicht sein kann. Auch der Gegenpaukant, der durch seine fechterische Leistung die medizinische Abfuhr verursacht hat, wird weder dafür belobigt, noch zum „Sieger“ erklärt oder sonst irgendwie gefeiert. Auch er muss sich der Bewertung durch seinen Mensurconvent stellen. Die medizinische Abfuhr seines Gegenpaukanten spielt dabei keine Rolle.
Abgesehen von den offiziellen Bewertungen solcher Vorgänge gibt es natürlich auch inoffizielle, emotional bedingte Reaktionen, wie gekränkte Eitelkeit oder Frustration des Getroffenen, Triumphgefühl desjenigen, der getroffen hat. Es widerspricht dem Prinzip der Mensur, diese Reaktionen zu zeigen oder auszuleben.
Eine „Technikabfuhr“ oder „Moralabfuhr“ durch den Mensurconvent haben für den Betroffenen ernste Konsequenzen. Nach den Bewertungsmaßstäben schlagender Verbindungen hat der Paukant damit ein schlechtes Licht auf seine Verbindung geworfen, was eine angesehene Verbindung nicht auf sich sitzen lassen kann. In der Regel verliert der Betroffene eventuell von ihm bekleidete Chargen, also Vorstandsämter, und steht in der „Reinigung“. Das heißt, er muss die gezeigte Leistung durch eine weitere, den Anforderungen genügende Partie „bereinigen“. Konsequentes „Danebenfechten“, also wiederholtes Abgeführtwerden aus „technischen“ oder „moralischen“ Gründen, kann in letzter Konsequenz die Mitgliedschaft in der Verbindung kosten.
Die Gründe für dieses Vorgehen liegen in den Zielen des Mensurfechtens begründet. Schlagende Verbindungen sehen die Mensur als ein Erziehungsmittel zur Persönlichkeitsbildung. Dabei gilt es nicht nur, sich diszipliniert und sorgfältig vorzubereiten, sondern auch, der bedrohlichen Situation gefasst entgegenzutreten und Ängste zu überwinden. Schlagende Verbindungen sind der Überzeugung, dass ein Mitglied, das diese Aufgaben ernst nimmt, auch eine Mensur nach den Kriterien „Technik“ und „Moral“ überstehen kann.
Schlagende Verbindungen vertreten die Auffassung, dass die Ausbildung dieser Fähigkeiten den Studenten auf die Anforderungen des Lebens bestens vorbereitet und ihm dabei hilft, sich zu einer tragenden Säule der menschlichen Gesellschaft zu entwickeln.

## „Jemandem eine Abfuhr erteilen“
In dem Kontext „jemandem eine Abfuhr erteilen“ ist der Begriff „Abfuhr“ aus der Studentensprache des 19. Jahrhunderts in die bürgerliche Umgangssprache eingegangen und wird auch heute noch im übertragenen Sinne verwendet. So wird der Ausdruck gebraucht, wenn ein Mensch einem anderen eine Bitte abschlägt, aber auch wenn ein Sportler oder eine Sportmannschaft bei einem Spiel oder in einem Kampf gegen einen Gegner gewinnt.